# Tarvaia angusta
Tarvaia angusta is een rondwormensoort uit de familie van de Tarvaiidae. De wetenschappelijke naam van de soort is voor het eerst geldig gepubliceerd in 1953 door Gerlach.